# Элисвилл (аэропорт)
Муниципальный аэропорт Элисвилл имени Джорджа Доунера (англ. George Downer Airport), (ИАТА: AIV, ИКАО: KAIV, FAA LID: AIV) — коммерческий аэропорт, расположенный в четырёх километрах к юго-западу от центральной части города Элисвилл (округ Пикенс, Алабама, США). Аэропорт находится в собственности города Элисвилл.

## Операционная деятельность
Муниципальный аэропорт имени Джорджа Доунера занимает площадь в 17 гектар, расположен на высоте 46 метров над уровнем моря и эксплуатирует одну взлётно-посадочную полосу:
- 6/24 размерами 1515 х 23 метров с асфальтовым покрытием.

За период с 26 июля 2006 года по 26 июля 2007 года муниципальный аэропорт имени Джорджа Доунера обработал 5400 операций взлётов и посадок самолётов (в среднем 15 операций ежедневно), все рейсы в указанном периоде пришлись на авиацию общего назначения.